# Torkoal
Torkoal (コータス, Kōtasu) és una de les espècies que apareixen a la franquícia Pokémon. És de tipus foc. Comic Book Resources classifica Torkoal en segon lloc en la llista de «10 Pokémon que només són forts quan fa sol».